# Saint-Hilaire-d’Ozilhan
Saint-Hilaire-d’Ozilhan – miejscowość i gmina we Francji, w regionie Oksytania, w departamencie Gard.
Według danych na rok 1990 gminę zamieszkiwało 618 osób, a gęstość zaludnienia wynosiła 37 osób/km² (wśród 1545 gmin Langwedocji-Roussillon Saint-Hilaire-d’Ozilhan plasuje się na 461. miejscu pod względem liczby ludności, natomiast pod względem powierzchni na miejscu 479.).